# Четвертичная гляциогидрология

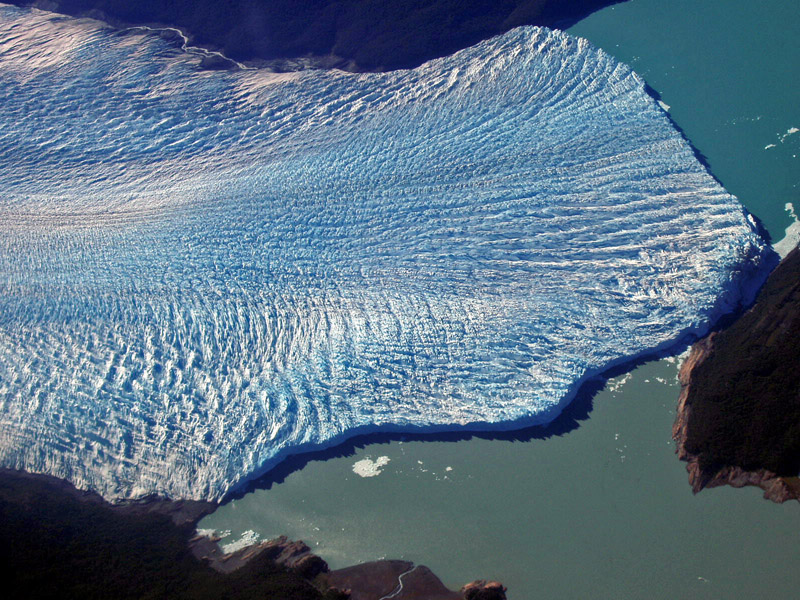
Ледник Перито-Морено в Аргентине 2004

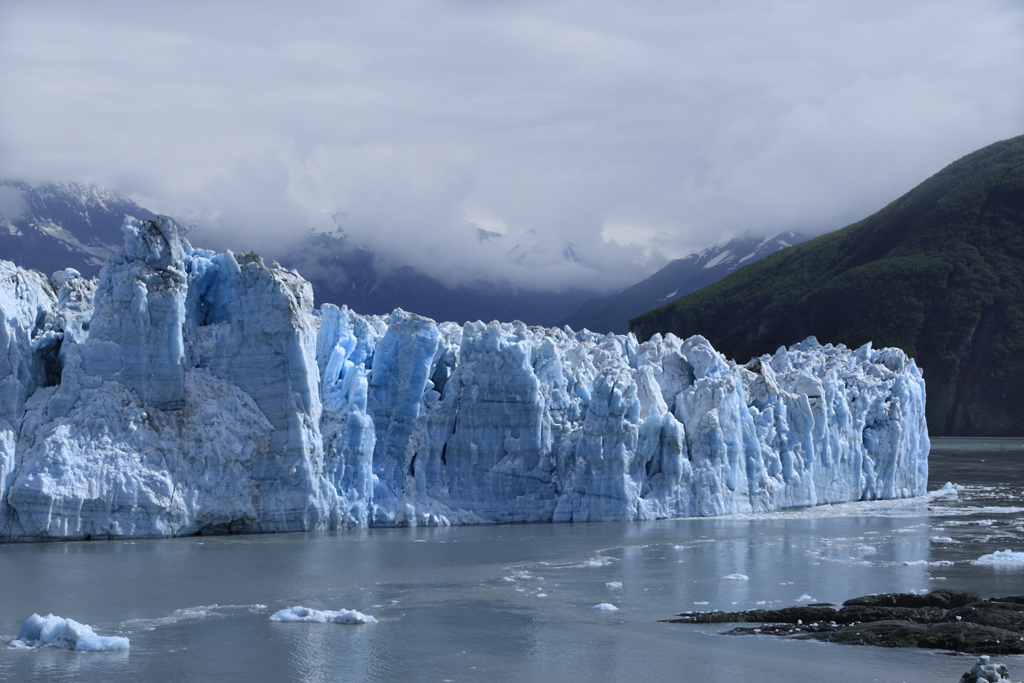
Пульсирующий ледник Хаббард на Аляске, систематически блокирующий при сёрджах Расселфьёрд

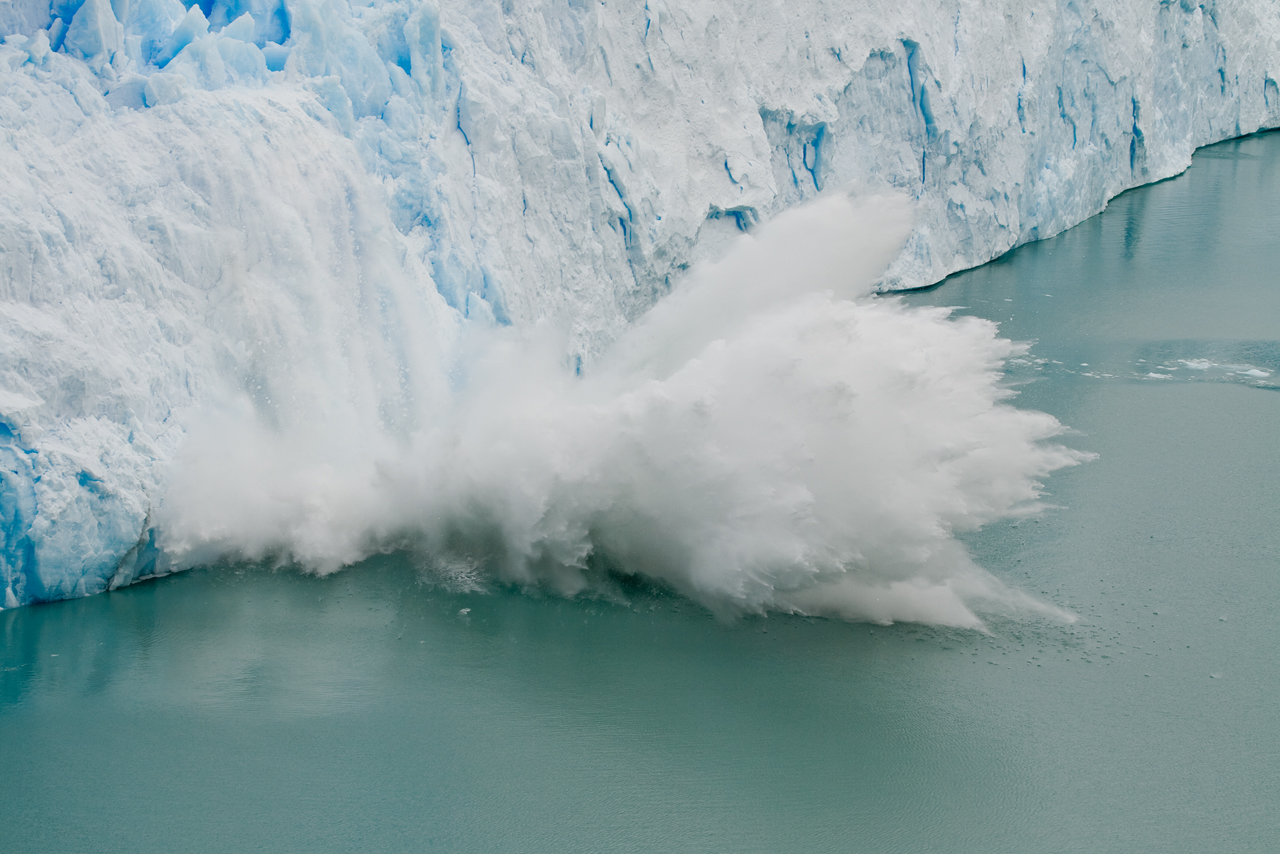
Обрушение конца ледника Перито-Морено в Патагонии

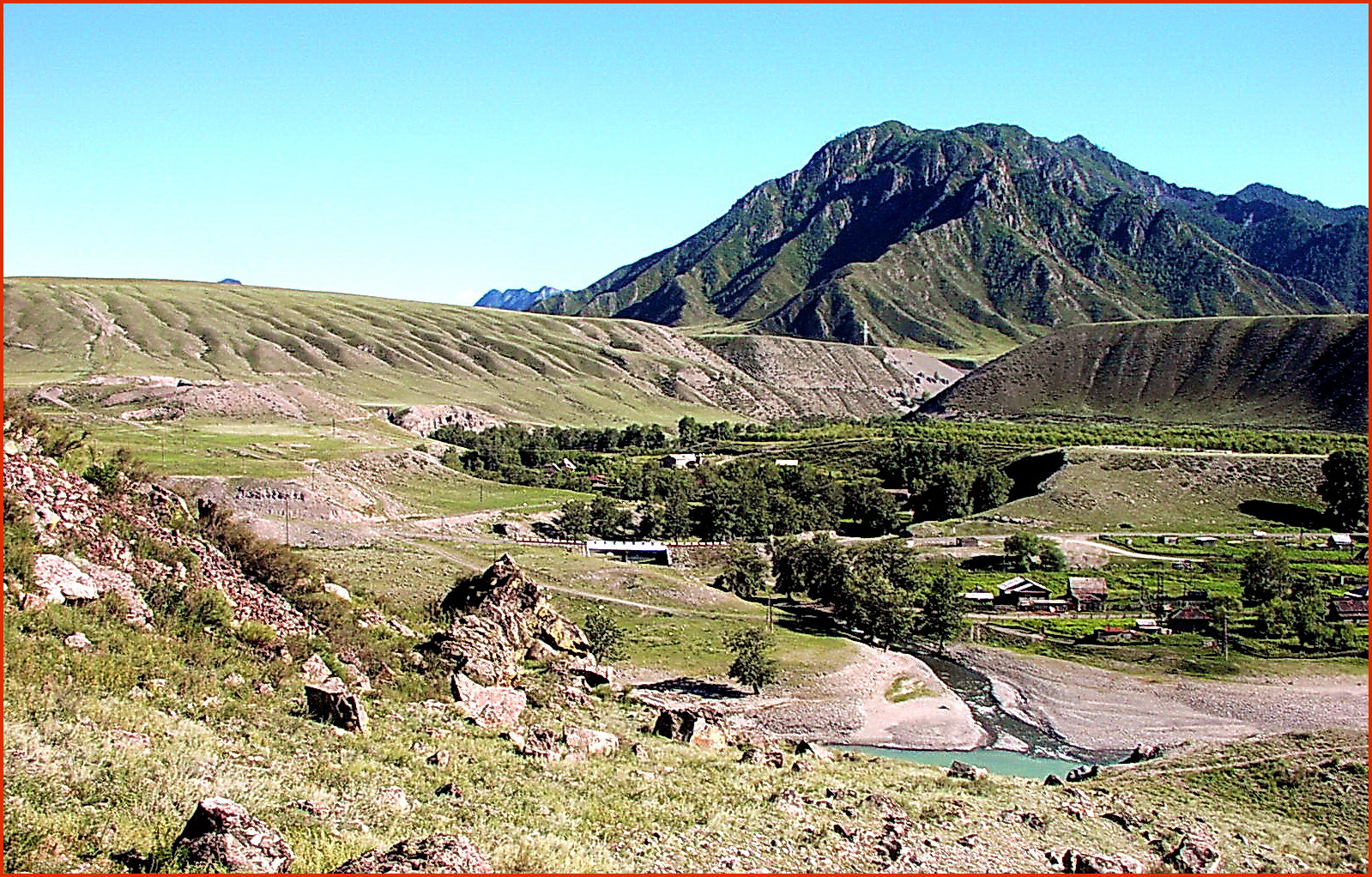
Дилювиально-аккумулятивные валы в Центральном Алтае, долина реки Катунь. Август 2004.

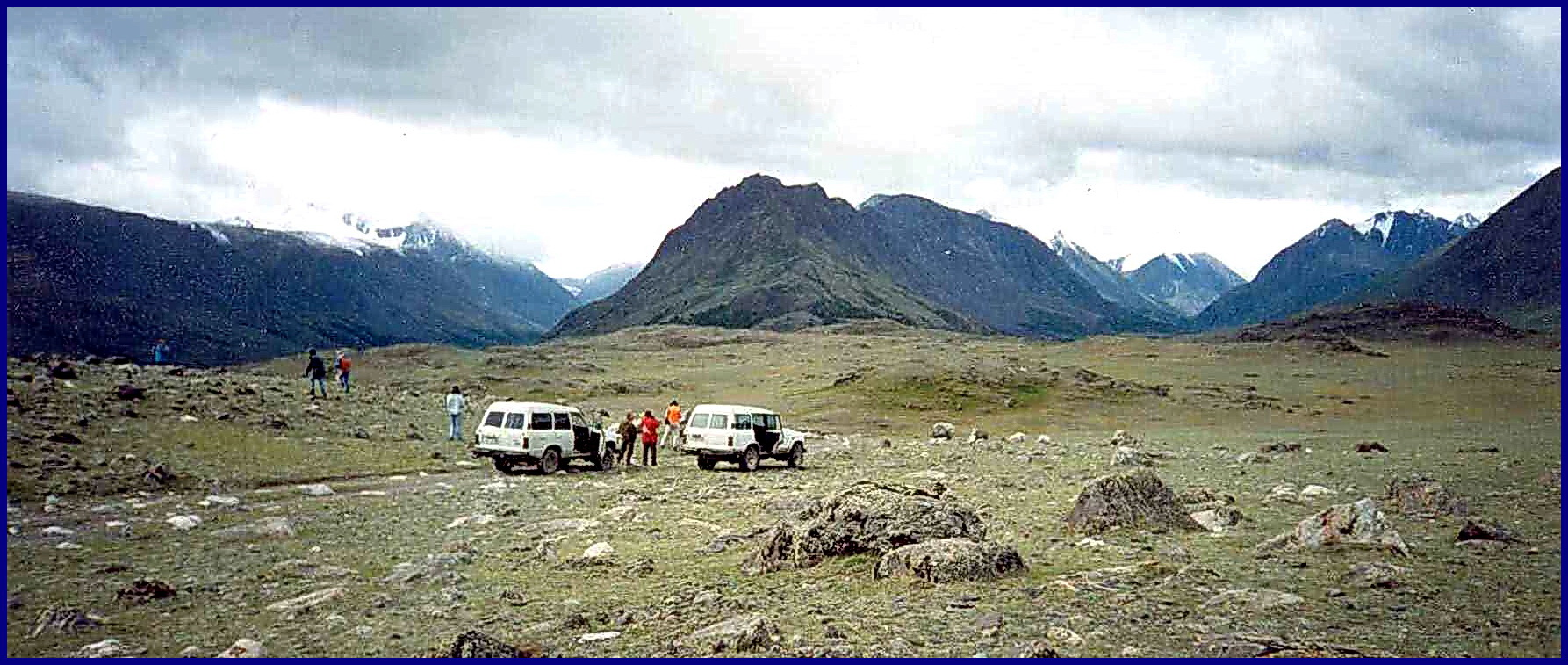
Международная геологическая экспедиция в маршруте по Чаганскому скэбленду, Горный Алтай (август 2004).

Четвертичная гляциогидрология (палеогляциогидрология) — раздел гляциологии, изучающий механизмы формирования горных и равнинных скэблендов, а также геолого-географическую основу их появления.

## Общие положения
Предметом четвертичной гляциогидрологии является режим и гидравлические характеристики водных потоков и водоемов ледникового происхождения (приледниковых озёр различного возраста и генетических типов), а также количественная и качественная оценка эффекта их геологической работы.
К объектам четвертичной гляциогидрологии относятся геолого-геоморфологические следы (отложения и рельеф) водных потоков и водоемов, возникновение и существование которых обусловлено четвертичными оледенениями, или процессами и явлениями, с ними связанными.
К методам четвертичной гляциогидрологии относится весь арсенал современных географических, геофизических и геологических методов.
Автором направления, термина и основным разработчиком является российский гляциолог, геоморфолог А. Н. Рудой.

## Основы четвертичной гляциогидрологии

### Приледниковые озера. Общий обзор
Приледниковые озера различных генетических и морфологических типов являются непременным атрибутом нивально-гляциальной зоны. Чем крупнее ледники, тем крупнее подпрудные озера, и тем больше их число. В общем случае, как полагает А. Н. Рудой, можно говорить о том, что площади приледниковых озёр увеличиваются с ростом площади континентального оледенения до тех пор, пока имеется свободная ото льда и океана поверхность суши для заполнения депрессий талыми водами, и пока граница питания ледников не опустится ниже этой поверхности. У краев крупных ледниковых систем — в Гренландии, в Центральной Азии, в Патагонии — насчитывается много тысяч таких озёр. В одной лишь юго-восточной Аляске количество достигает 750.
Верхним гипсометрическим и климатическим пределом распространения озёр является снеговая линия. Нижний предел в определенном смысле оказывается размытым, и его положение зависит от длительности существования озёр, которая, в свою очередь, определяется генезисом и морфологией озерной ванны и возрастом озера. Можно полагать, что нижняя граница «озерного пояса» совпадает сейчас с базисным уровнем Мирового океана.

### Ледниковые плотины
В формировании ванн приледниковых озёр главную роль играют ледяные плотины. Именно они, замыкая речные долины и межгорные впадины (или перегораживая равнины), создают ёмкости, которые заполняются массами талой воды (ледниково-подпрудные озёра). Механизмы ледникового подпруживания в горах, по мнению А. Н. Рудого, почти без исключения определялись катастрофически быстрыми подвижками ледников — ледниковыми сёрджами. По мнению М. Г. Гросвальда, и сёрджи огромных ледниковых лопастей материковых покровов были способны блокировать сток крупных речных систем и создавать огромные ледниково-подпрудные озёра вдоль их краёв

### Сбросыледниково-подпрудных озёр
Главная особенность режима всех ледниково-подпрудных озёр состоит в их периодических прорывах — йёкюльхлёйпах (устаревший, но ещё используемый в мировой литературе, хотя и не точный, термин). Йёкюльхлёйпы приводят к частичному или полному опорожнению озерных ванн и катастрофическим паводкам (дилювиальным потокам) в нижележащих долинах. Основная, наиболее общая причина йёкюльхлёйпов — в низкой плотности льда относительно воды и малой прочности льда из-за его трещиноватости во фронтальных частях плотин. Механизмы прорывов озёр бывают различными: от медленного просачивания через внутриледниковые сколы и по подледниковым и внутриледниковым каналам-спиллвеям до переливания озерных вод через плотину и её быстрым, хотя, как правило — и не полным, разрушением. Все эти процессы сопровождаются активной механической и термоэрозией, и все они быстро приводят к геологически мгновенным сбросам огромных водных масс.
Дилювиальные потоки благодаря своей высокой энергии производят большую работу, часто сильно преобразуя земную поверхность ниже участков прорыва озёр, а повторяемость (периодичность) прорывов, наряду с их мощностью, особенно усиливает геологический и геоморфологический эффект этой работы.

### Древние приледниковые озера
Наиболее древние приледниковые озёра и озёра с неустойчивыми плотинами в настоящее время не существуют. Они оставили свои следы в виде озёрных отложений, береговых линий (озерных террас) и дропстоунов (англ. Dropstone) на днищах и бортах в пределах озёрных котловин. К косвенным свидетельствам существования подпрудных озёр относятся геолого-геоморфологические следы их осушений.
Пространственно эти две группы свидетельств оказываются далеко разобщенными: первые (озёрные отложения и рельеф) локализованы в пределах озёрных ванн, вторые удалены от них на десятки и сотни километров. Подконтрольные же ледниково-подпрудным озёрам площади влияния прорывных водных потоков распространяются на тысячи и десятки тысяч километров.
К косвенным признакам существования ледниково-подпрудных озёр можно отнести и остатки морен подпруживавших ледников на участках прорывов. Однако практически такие сохранившиеся фрагменты не несут точной информации о режиме ледниково-подпрудных озёр и о гидравлических характеристиках дилювиальных потоков, так как сами по себе, вне совокупности с другими, прямыми, признаками, не диагностируются в дилювиальном отношении, хотя и могут в некотором приближении давать представление о мощности льда в каналах стока.
|                                                                                        |  | |  |  |
|                                                                                        |  | Вечер в полевом лагере геологов у молодой ледниково-тектонической котловины Телецкого озера, Алтай. Вдали виден трог долины реки Чулышман, июль 2008.                                                                               |  |  |
| Полевое изучение Алтайского скэбленда в Прителецкой тайге, Горный Алтай (август 2009). |  | Профессор Эксетерского университета Тони Браун изучает дропстоун (англ. Dropstone) на днище сброшенного Чуйского ледниково-подпрудного озера. 10Ве-датировка показывает возраст принесённой палеоайсбергом глыбы около 15 тыс. лет. |  |  |

Несмотря на огромное распространение, часто во много раз превышающее площади самих прорывающихся водоёмов, геологические следы сбросов ледниково-подпрудных озёр долгое время (а по существу — весь период изучения районов древнего оледенения) идентифицировались с большим трудом, потому что в большинстве случаев и само существование таких озёр не находило общего признания. Поэтому отложениям и рельефу, созданным дилювиальными потоками, вплоть до самого последнего времени давалось неверное генетические объяснение. Это вносило и вносит до сих пор большую путаницу при интерпретации результатов полевых исследований.

### Методы
Большинство учёных и геологов-практиков традиционно производили свои палеогеографические и палеогляциологические реконструкции на основе унифицированных представлений о ведущих экзогенных процессах в горных и среднегорных районах по в общем справедливой, но далеко не полной схеме «оледенение — речной сток». При этом под речным стоком понимался некоторый «флювиогляциальный» сток, подразумевающий в гляциальной и перигляциальной зонах водотоки, проистекающие от ледников и создающие ниже их образования, называемые маловразумительным словом «флювиогляциальные»
Поскольку в этой логической и действительно наблюдаемой сегодня во многих районах событийно-пространственной цепи отсутствует средний, весьма важный, элемент — ледниково-подпрудные озера, то и образования, созданные дилювиальными процессами, принимались с оговорками либо за результаты ледниковых, либо флювиальных процессов. А так как дилювиальный рельеф и отложения принципиально отличны от аллювия и морен, то вынужденные объяснения образования «загадочных» толщ и рельефа часто бывают очень экзотическими.
Новейшая критика этой «научной экзотики» была представлена недавно Г. Г. Русановым в России и Ю. Хергетом в международной научной печати, а также в многочисленных работах Г. Комацу, В. Бейкера, И. А. Волкова, и др.

Позднеплейстоценовые береговые линии (озерные террасы) Курайского ледниково-подпрудного озера на склоне Северо-Чуйского хребта, Горный Алтай. В северо-западном углу снимка хорошо видна гигантская рябь течения (длина волны крупнейших гряд — более 200 м). Аэрофотоснимок.

Озерные террасы позднечетвертичного (около 15 тыс. л.н.) Курайского ледниково-подпрудного озера на южном скноне Курайского хребта. Белая полоса — Чуйский тракт направо — к пос. Кош-Агач. Высота верхних озерных уровней превышает 2200 м н.у.м. при средних отметках современного днища Курайской котловины — ниже 1600 м. Аэрофотоснимок.

Естествоиспытатели, работавшие в пределах ванн четвертичных озёр, проводили на картах по озёрным террасам линии озёрных трансгрессий. Геологи, работавшие за сотни километров от этих древних озёр, в районах четвертичного перигляциала во внеледниковой зоне речных долин, и не подозревали, что имеют дело со следами прорывов ледниково-подпрудных водоёмов. В направлении магистральных долин стока и в пределах огромных предгорных конусов выноса выделялись полифациальные пачки отложений, слои и горизонты «горного аллювия», «трогового аллювия», «перигляциального аллювия», «флювиогляциала» и т. п., быстро выклинивающиеся и по разрезам, и по латерали. Каждой пачке или группе пачек присваивалось имя собственное, а факт выделения таких групп возводился в ранг палеогеографического эпизода (на Алтае, например, — «чуйская, катунская, ининская, яломанская» и др. толщи и, соответственно, связанные с этими толщами события в ранге стадий, фаз и даже эпох оледенения и межледниковья). Сейчас известно, что большинство этих толщ обязано своим происхождением нескольким очень энергичным и геологически мгновенным событиям.

Своебразие научно-методологического подхода к изучению режима опорожнения больших ледниково-подпрудных озёр в разных регионах мира было обусловлено, вообще говоря, социально-экономическими причинами. Ими же, кстати, обусловлена и интенсивность и продуктивность изучения этих проблем в совсем недавнем прошлом в России и, например, в США. Поскольку в Северной Америке, в Шотландии, в Скандинавии, Исландии, в альпийских государствах население ещё более двухсот лет назад столкнулось с трагическими последствиями катастрофических прорывов ледниково-подпрудных озёр, изучение режима последних началось с выяснения механизма их стока или одновременно с этим. Эволюция крупнейших позднеплейстоценовых озёр Северной Америки наиболее подробно восстановлена по следам их катастрофических осушений.
Принципиально другой подход можно увидеть в исследованиях чествертичных ледниково-подпрудных озёр Центральной Азии. Даже в 1970-е годы, когда ледниково-подпрудное происхождение большинства котловинных озёр Южной Сибири было уже доказано, объёмы этих озёр не были подсчитаны, а механизмы опорожнения оставались невыясненными.
Палеогляциологи продолжали искать конечно-моренные комплексы в речных долинах, в которых их быть не могло, потому что морены были полностью, или почти полностью разрушены дилювиальной эрозией практически немедленно вслед за их отложением. Геологи-четвертичники продолжали расчленять многометровые толщи дилювия в долинах рек Чуя, Катунь, Бия, Енисей и др., полагая, что они имеют дело с аллювием, или так называемым флювиогляциалом.
Анализ научной литературы по истории плейстоцена горных районов России показывает, как напряженно работала мысль исследователей, искавших истину, но шедших по пути, ведущему в научный тупик. Однако все крупнейшие речные долины, где и производились особенно детальные исследовательские работы, подвергались многократному воздействию дилювиальных потоков из систематически прорывавшихся озёр, и геологические и геоморфологические следы этих воздействий можно преимущественно наблюдать в этих долинах в настоящее время.

## Современное состояние четвертичной гляциогидрологии
Начатое более четверти века назад в СССР исследование закономерностей режима четвертичных ледниково-подпрудных озёр межгорных котловин, проводимое первоначально преимущественно на качественной основе методами традиционных геолого-геоморфологических изысканий, к концу прошлого столетия стало представлять, по сути, два научно-методологических направления: литолого-геоморфологическое и палеогляциологическое. В самые последние годы в разных странах к работе в этой области приступили специалисты в области гидравлики, которые, применяя новейшие компьютерные программы, получают главные гидравлические характеристики дилювиальных потоков: скорости потоков, расходы и глубины воды, величины давления на ложе русел, уклоны водной поверхности, пики гидрографа и продолжительность катастрофических событий в разное время на разных участках каналов сброса.
| | |
| Международная экспедиция (Россия, США, Украина) на разрезе озерно-ледниковых алевропелитов ленточного типа в долине р. Чаган-Узун, левый крупный приток р. Чуи, Горный Алтай. | Полевой лагерь геоморфологов на дне четвертичного Курайского ледниково-подпрудного озера (см. аэрофотоснимки), Курайская межгорная котловина. На заднем плане — Северо-Чуйский хребет. Август, 2004 года. |

Каждое из этих направлений, обладая своими специфическими методами, является составной частью четвертичной гляциогидрологии. В этих работах принимают участие ученые различных специальностей из разных стран мира уже во многих регионах Земли. Главной задачей четвертичной гляциогидрологии для разработчиков по-прежнему является развитие основ теории дилювиального морфолитогенеза.